# Villanova
Villanova je naselje in občina v francoskem departmaju Corse-du-Sud regije - otoka Korzika. Leta 2007 je naselje imelo 355 prebivalcev.

## Geografija
Kraj leži na zahodni strani otoka Korzike 15 km severozahodno od središča Ajaccia.

## Uprava
Občina Villanova skupaj s sosednjimi občinami Afa, Alata, Appietto in Bastelicaccia ter delom Ajaccia sestavlja kanton Ajaccio-7; slednji se nahaja v okrožju Ajaccio.
1. ↑  »Populations légales 2016«. Nacionalni inštitut za statistične in gospodarske raziskave. Pridobljeno 25. aprila 2019.